# Steve Chen
Pour l’article homonyme, voir Steve Chen (ingénieur).
Steve Chen, né le 25 août 1978 à Taïwan, est un entrepreneur taïwano-américain. Il est le CTO et l'un des trois cofondateurs de la plateforme de vidéos en ligne YouTube, avec Chad Hurley et Jawed Karim.

## Biographie
Steve Shih Chen est né le 25 août 1978 à Taïwan.
En 2006, il vend YouTube à Google pour 1,65 milliard de dollars.
En 2018, il devient la première personne à obtenir le visa "Employment Gold Card" à Taïwan (en chinois 就業金卡).